# 봉은재단
봉은재단은 1998년 7월 20일 산업계의 신기술 개발을 지원함으로써 국가 산업발전에 이바지할 목적으로 설립허가된 재단법인이다. 사무실은 부산광역시 부산진구 중앙대로 639, 엠디엠타워 18층에 있다.
1998년에 설립한 봉은재단은 장학생을 선발, 장학금을 지급하여 우수한 인재 육성을 하고 있다.

홈페이지 : http://www.bongeun.or.kr/